# X岩
66°20′S 136°42′E / 66.333°S 136.700°E
X岩（英語：Rock X）是南極洲的岩石，處於格拉韋尼瓦爾岩西北面1.6公里，是維克多灣入口處的東部，長0.6公里，美國海軍在1946至1947年拍攝空中照片，由法國探險隊被繪入地圖。